# グラン・プレミオ・ブルーノ・ベゲッリ
グラン・プレミオ・ブルーノ・ベゲッリ（Gran Premio Bruno Beghelli）は例年10月、イタリア、ボローニャ県のモンテヴェーリオ周辺域で行われる、自転車競技、ロードレースにおける、ワンデイレースの名称。UCIヨーロッパツアー1.1カテゴリだったが、2014年に1.HCに昇格。
1996年まで開催されていたミラノ〜ヴィニョーラに代わるレースとして行われるようになった。当レースの創設者であるブルーノ・ベゲッリを称え、その名称がレース名に付けられた。

## 歴代優勝者
| 年   | 優勝者                     |
| ---- | -------------------------- |
| 1996 | マリオ・チポッリーニ       |
| 1997 | ステファノ・ザニーニ       |
| 1998 | ステファノ・ザニーニ       |
| 1999 | マイケル・ボーヘルト       |
| 2000 | マルコ・セルペッリーニ     |
| 2001 | アンドレイ・チミル         |
| 2002 | ジャンルカ・ボルトラーミ   |
| 2003 | ルカ・パオリーニ           |
| 2004 | ダニーロ・ホンド           |
| 2005 | ムリロ・フィスシャー       |
| 2006 | セルジョ・マリナンジェーリ |
| 2007 | ダミアーノ・クネゴ         |
| 2008 | アレッサンドロ・ペタッキ   |
| 2009 | フランシスコ・ベントソ     |
| 2010 | ダリオ・カタルド           |
| 2011 | フィリッポ・ポッツァート   |
| 2012 | ニッキー・セレンセン       |
| 2013 | レオナルド・ドゥケ         |
| 2014 | ヴァレリオ・コンティ       |
| 2015 | ソニー・コルブレッリ       |
| 2016 | ニコラ・ルフォーニ         |
| 2017 | ルイス・レオン・サンチェス |
| 2018 | バウク・モレマ             |
| 2019 | ソニー・コルブレッリ       |